# 段儉魏
段儉魏（?—?），南诏大臣。又名段忠国。太和城（今云南省大理市）人，一说为汤（亦作汤池，在今云南省宜良县）人。

## 生平
南诏王阁罗凤在位时，段儉魏任大军将（南诏高级将领）。唐玄宗天宝十年（751年），南诏因杀欺压其君臣的唐朝云南郡太守张虔陀，遭唐朝剑南节度使鲜于仲通所率八万军征讨，段儉魏奉命与凤伽异联合吐蕃兵迎战唐军，在西洱河大败唐兵，鲜于仲通仅以身免。天宝十三年（754年），唐将李宓等所率十道兵（指全国）征伐南诏。段儉魏与凤伽异率兵迎击于江口（今云南大理市下关），引诱唐军深入，使之粮尽，乘其撤军之机，在吐蕃支援下，内外夹击，唐军全军覆没，李宓被俘，沉之于江。两次战争，灭唐军二十余万。次年，段儉魏被封为清平官，赐名忠国，于是拜为相国。其六世孙段思平建大理国。

## 家世考證
清朝王崧於道光《雲南志鈔·卷四·封建志·大理世家》認為段儉魏為漢朝段熲後代。張澍《姓氏尋源》中，認為大理段氏為段匹磾之後，源出段部鮮卑。

## 后代

### 孙
- 段宗榜

### 玄孙
- 段保隆，南诏布燮，其子段思平、段思良建立大理国